# Церква Святого Василія Великого (Риків)
Церква Святого Василія Великого — дерев'яна церква у селі Риків Стрийського району Львівської області. Парафія церкви підпорядковується Самбірсько-Дрогобицькій єпархії Львівської митрополії УГКЦ. Церква і дзвіниця мають статус пам'ятки архітектури національного значення, охоронний № 1419.

## Історія
Церква зведена у 1810 році майстром Михайлом Биленем, на місці старішої церкви, з якої перенесли іконостас 1784 року. Ікони іконостасу були реставровані у 1941 році. Після Другої світової війни і до 1898 року церква стояла закритою, в 1989—1990 роках богослужіння відновилися, а будівлю церкви відновили.

## Опис
Розташована в центрі села, біля сільського цвинтаря на схилі гори. Є класичним взірцем бойківського типу дерев'яних церков. Дерев'яна, із смерекових брусів будівля тризрубна, триверха, по периметру оперезана піддашшям, що тримається на випустах вінців. До вівтарної частини з півночі прилучається ризниця, прибудована вже в часи незалежності. Зруби квадратні у плані, але східний зруб, де розташована вівтарна частина, вище піддашшя набуває шестигранної форми. Завершуються зруби восьмигранними верхами з трьома заломами типу «восьмерик на восьмерику», висота заломів зменшується по вертикалі, увінчуються верхи наметовими банями з маківками. Стіни вівтарної частини та нави скріплені перехресними сволоками. Покриття верхів до 1989 року було ґонтове, під час відновлення церкви у 1990 році його замінили на бляшане.
В інтер'єрі чітко проглядаються багатоярусність верхів і їхнє поступове звуження. Особливістю церкви в Рикові є збережена в бабинці емпора — місце для жінок у давніх візантійських церквах, яку пізніше пристосували під хори.
Західніше церкви стоїть дерев'яна дзвіниця, зведена одночасно з церквою. Вона первісно слугувала входом на церковну територію. Будівля належить до типу дзвіниць «четверик на четверику»: квадратна у плані, двоярусна з ажурною аркадою, вкрита восьмигранним наметом, оперезана піддашшями, нижнє спирається на випуски вінців, а верхнє — на консолі.